# Olympische Sommerspiele 2012/Teilnehmer (Rumänien)
| Gelbes Symbol für Goldmedaillen mit stilisierten Olympischen Ringen | Graues Symbol für Silbermedaillen mit stilisierten Olympischen Ringen | Braundes Symbol für Bronzemedaillen mit stilisierten Olympischen Ringen |
| ------------------------------------------------------------------- | --------------------------------------------------------------------- | ----------------------------------------------------------------------- |
| 2                                                                   | 5                                                                     | 2                                                                       |

Rumänien nahm in London an den Olympischen Spielen 2012 teil. Es war die insgesamt 20. Teilnahme an Olympischen Sommerspielen. Vom Comitetul Olimpic și Sportiv Român wurden 104 Athleten in 14 Sportarten nominiert.
Fahnenträger bei der Eröffnungsfeier war der Tennisspieler Horia Tecău.

## Teilnehmer nach Sportarten

### Boxen
| Athleten        | Wettbewerb                 | 1. Runde | 1. Runde | Achtelfinale | Achtelfinale | Viertelfinale | Viertelfinale | Halbfinale    | Halbfinale    | Finale        | Finale        | Rang |
| Athleten        | Wettbewerb                 | Gegner   | Ergebnis | Gegner       | Ergebnis     | Gegner        | Ergebnis      | Gegner        | Ergebnis      | Gegner        | Ergebnis      | Rang |
| --------------- | -------------------------- | -------- | -------- | ------------ | ------------ | ------------- | ------------- | ------------- | ------------- | ------------- | ------------- | ---- |
| Frauen          |                            |          |          |              |              |               |               |               |               |               |               |      |
| Mihaela Lăcătuș | Halbweltergewicht 57-60 kg | –        | –        | Cheng Dong   | 5:10         | ausgeschieden | ausgeschieden | ausgeschieden | ausgeschieden | ausgeschieden | ausgeschieden | 9    |
| Männer          |                            |          |          |              |              |               |               |               |               |               |               |      |
| Bogdan Juratoni | Mittelgewicht bis 75 kg    | Freilos  | Freilos  | Abbos Atoyev | 10:12        | ausgeschieden | ausgeschieden | ausgeschieden | ausgeschieden | ausgeschieden | ausgeschieden | 9    |

### Fechten
| Athleten                                                               | Wettbewerb       | 1. Runde        | 1. Runde | 2. Runde           | 2. Runde | Achtelfinale           | Achtelfinale  | Viertelfinale    | Viertelfinale | Halbfinale      | Halbfinale    | Finale           | Finale                | Rang          |
| Athleten                                                               | Wettbewerb       | Gegner          | Ergebnis | Gegner             | Ergebnis | Gegner                 | Ergebnis      | Gegner           | Ergebnis      | Gegner          | Ergebnis      | Gegner           | Ergebnis              | Rang          |
| ---------------------------------------------------------------------- | ---------------- | --------------- | -------- | ------------------ | -------- | ---------------------- | ------------- | ---------------- | ------------- | --------------- | ------------- | ---------------- | --------------------- | ------------- |
| Frauen                                                                 |                  |                 |          |                    |          |                        |               |                  |               |                 |               |                  |                       |               |
| Ana Maria Brânză                                                       | Degen Einzel     | –               | –        | Hsu Jo-ting        | 15-8     | Jana Schemjakina       | 13-14         | ausgeschieden    | ausgeschieden | ausgeschieden   | ausgeschieden | ausgeschieden    | ausgeschieden         | ausgeschieden |
| Anca Măroiu                                                            | Degen Einzel     | –               | –        | Olena Krywyzka     | 15-10    | Anna Siwkowa           | 15-11         | Shin A-lam       | 14-15         | ausgeschieden   | ausgeschieden | ausgeschieden    | ausgeschieden         | ausgeschieden |
| Simona Gherman                                                         | Degen Einzel     | –               | –        | Corinna Lawrence   | 15-9     | Laura Flessel-Colovic  | 15-13         | Jana Schemjakina | 14-15         | ausgeschieden   | ausgeschieden | ausgeschieden    | ausgeschieden         | ausgeschieden |
| Ana Maria Brânză Anca Măroiu Simona Gherman                            | Degen Mannschaft | –               | –        | –                  | –        | –                      | –             | Südkorea         | 38-45         | ausgeschieden   | ausgeschieden | ausgeschieden    | ausgeschieden         | ausgeschieden |
| Bianca Pascu                                                           | Säbel Einzel     | –               | –        | Zhu Min            | 10-15    | ausgeschieden          | ausgeschieden | ausgeschieden    | ausgeschieden | ausgeschieden   | ausgeschieden | ausgeschieden    | ausgeschieden         | ausgeschieden |
| Männer                                                                 |                  |                 |          |                    |          |                        |               |                  |               |                 |               |                  |                       |               |
| Radu Dărăban                                                           | Florett Einzel   | Nicholas Choi   | 15-8     | Valerio Aspromonte | 11-15    | ausgeschieden          | ausgeschieden | ausgeschieden    | ausgeschieden | ausgeschieden   | ausgeschieden | ausgeschieden    | ausgeschieden         | ausgeschieden |
| Rareș Dumitrescu                                                       | Säbel Einzel     | Freilos         | Freilos  | Dmytro Bojko       | 15-12    | Aljaksandr Bujkewitsch | 15-6          | Daryl Homer      | 15-13         | Diego Occhiuzzi | 11-15         | Nikolai Kowaljow | 10-15 (Bronze-Finale) | 4             |
| Florin Zalomir                                                         | Säbel Einzel     | Mojtaba Abedini | 15-7     | Gu Bon-gil         | 12-15    | ausgeschieden          | ausgeschieden | ausgeschieden    | ausgeschieden | ausgeschieden   | ausgeschieden | ausgeschieden    | ausgeschieden         | ausgeschieden |
| Tiberiu Dolniceanu                                                     | Säbel Einzel     | Freilos         | Freilos  | Daryl Homer        | 11-15    | ausgeschieden          | ausgeschieden | ausgeschieden    | ausgeschieden | ausgeschieden   | ausgeschieden | ausgeschieden    | ausgeschieden         | ausgeschieden |
| Rareș Dumitrescu Florin Zalomir Tiberiu Dolniceanu Alexandru Sirițeanu | Säbel Mannschaft | –               | –        | –                  | –        | –                      | –             | China            | 45-30         | Russland        | 45-43         | Südkorea         | 26-45                 | Silber        |

### Gewichtheben
| Athleten          | Wettbewerb       | Reißen  | Reißen | Stoßen  | Stoßen | Zweikampf | Zweikampf | Rang   |
| Athleten          | Wettbewerb       | Gewicht | Rang   | Gewicht | Rang   | Gewicht   | Rang      | Rang   |
| ----------------- | ---------------- | ------- | ------ | ------- | ------ | --------- | --------- | ------ |
| Frauen            |                  |         |        |         |        |           |           |        |
| Roxana Cocoș      | Klasse bis 69 kg | 113     | 4      | 143     | 2      | 256       | 2         | Silber |
| Männer            |                  |         |        |         |        |           |           |        |
| Florin Croitoru   | Klasse bis 56 kg | 121     | 6      | 147     | 9      | 268       | 9         | 9      |
| Răzvan Martin     | Klasse bis 69 kg | 152     | 2      | 180     | 4      | 332       | 3         | Bronze |
| Gabriel Sîncrăian | Klasse bis 85 kg | DNF     | DNF    | DNF     | DNF    | DNF       | DNF       | DNF    |

### Judo
| Athleten                | Wettbewerb         | 1. Runde             | 1. Runde  | Achtelfinale           | Achtelfinale  | Viertelfinale  | Viertelfinale | Hoffnungsrunde Halbfinale | Hoffnungsrunde Halbfinale | Halbfinale    | Halbfinale    | Hoffnungsrunde Finale | Hoffnungsrunde Finale | Finale          | Finale        | Rang          |
| Athleten                | Wettbewerb         | Gegner               | Ergebnis  | Gegner                 | Ergebnis      | Gegner         | Ergebnis      | Gegner                    | Ergebnis                  | Gegner        | Ergebnis      | Gegner                | Ergebnis              | Gegner          | Ergebnis      | Rang          |
| ----------------------- | ------------------ | -------------------- | --------- | ---------------------- | ------------- | -------------- | ------------- | ------------------------- | ------------------------- | ------------- | ------------- | --------------------- | --------------------- | --------------- | ------------- | ------------- |
| Frauen                  |                    |                      |           |                        |               |                |               |                           |                           |               |               |                       |                       |                 |               |               |
| Alina Alexandra Dumitru | Klasse bis 48 kg   | Freilos              | Freilos   | Dayaris Mestre Álvarez | 100-000       | M. Urantsetseg | 0112-0011     | -                         | -                         | Tomoko Fukumi | 0102-0011     | -                     | -                     | Sarah Menezes   | 0001-011      | Silber        |
| Andreea Chițu           | Klasse bis 52 kg   | Soraya Haddad        | 100-000   | Ilse Heylen            | 000-010       | ausgeschieden  | ausgeschieden | ausgeschieden             | ausgeschieden             | ausgeschieden | ausgeschieden | ausgeschieden         | ausgeschieden         | ausgeschieden   | ausgeschieden | ausgeschieden |
| Corina Căprioriu        | Klasse bis 57 kg   | Wang Hui             | 102-000   | Sally Raguib           | 100-000       | Hedvig Karakas | 001-000       | -                         | -                         | Marti Malloy  | 1001-0001     | -                     | -                     | Kaori Matsumoto | 000-100       | Silber        |
| Männer                  |                    |                      |           |                        |               |                |               |                           |                           |               |               |                       |                       |                 |               |               |
| Dan Fâșie               | Klasse bis 66 kg   | Freilos              | Freilos   | David Larose           | 000-100       | ausgeschieden  | ausgeschieden | ausgeschieden             | ausgeschieden             | ausgeschieden | ausgeschieden | ausgeschieden         | ausgeschieden         | ausgeschieden   | ausgeschieden | ausgeschieden |
| Daniel Brata            | Klasse bis 100 kg  | Lewan Schorscholiani | 0013-0102 | ausgeschieden          | ausgeschieden | ausgeschieden  | ausgeschieden | ausgeschieden             | ausgeschieden             | ausgeschieden | ausgeschieden | ausgeschieden         | ausgeschieden         | ausgeschieden   | ausgeschieden | ausgeschieden |
| Vlăduț Simionescu       | Klasse über 100 kg | Juri Krakowezki      | 1001-0001 | Andreas Tölzer         | 0004-1001     | ausgeschieden  | ausgeschieden | ausgeschieden             | ausgeschieden             | ausgeschieden | ausgeschieden | ausgeschieden         | ausgeschieden         | ausgeschieden   | ausgeschieden | ausgeschieden |

### Kanu

#### Kanurennsport
| Athleten                                               | Wettbewerb | Vorlauf  | Vorlauf | Halbfinale | Halbfinale | Finale   | Finale       | Rang |
| Athleten                                               | Wettbewerb | Zeit     | Rang    | Zeit       | Rang       | Zeit     | Rang         | Rang |
| ------------------------------------------------------ | ---------- | -------- | ------- | ---------- | ---------- | -------- | ------------ | ---- |
| Frauen                                                 |            |          |         |            |            |          |              |      |
| Irina Lauric Iuliana Paleu                             | K-2 500 m  | 1:46.001 | 3       | 1:49.216   | 8          | 1:52.468 | 8 (B-Finale) | 16   |
| Männer                                                 |            |          |         |            |            |          |              |      |
| Ionuț Mitrea Bogdan Mada                               | K-2 200 m  | 33.978   | 5       | 34.253     | 5          | 46.495   | 5 (B-Finale) | 13   |
| Ionel Gavrilă Ștefan Vasile Toni Ioneticu Traian Neagu | K-4 1000 m | 3:12.371 | 4       | 2:55.027   | 5          | 2:58.233 | 8            | 8    |
| Iosif Chirilǎ                                          | C-1 1000 m | 4:05.863 | 1       | 4:07.794   | 6          | 3:59.730 | 3 (B-Finale) | 11   |
| Alexandru Dumitrescu Victor Mihalachi                  | C-2 1000 m | 3:43.787 | 4       | 3:56.551   | 3          | 3:43.005 | 7            | 7    |

### Leichtathletik
Laufen und Gehen
| Athleten          | Wettbewerb       | Vorlauf      | Vorlauf | Halbfinale    | Halbfinale    | Finale        | Finale        | Rang          |
| Athleten          | Wettbewerb       | Zeit         | Rang    | Zeit          | Rang          | Zeit          | Rang          | Rang          |
| ----------------- | ---------------- | ------------ | ------- | ------------- | ------------- | ------------- | ------------- | ------------- |
| Frauen            |                  |              |         |               |               |               |               |               |
| Andreea Ogrăzeanu | 100 m            | 11,44 s      | 35      | ausgeschieden | ausgeschieden | ausgeschieden | ausgeschieden | ausgeschieden |
| Bianca Răzor      | 400 m            | 52,83 s      | 29      | ausgeschieden | ausgeschieden | ausgeschieden | ausgeschieden | ausgeschieden |
| Mirela Lavric     | 800 m            | 2:01,65 min  | 11      | 2:00,46 min   | 14            | ausgeschieden | ausgeschieden | ausgeschieden |
| Roxana Bârcă      | 5000 m           | 16:01,04 min | 34      | –             | –             | ausgeschieden | ausgeschieden | ausgeschieden |
| Lidia Șimon       | Marathon         | –            | –       | –             | –             | 2:32:46 h     | 45            | 45            |
| Constantina Diță  | Marathon         | –            | –       | –             | –             | 2:41:34 h     | 86            | 86            |
| Angela Moroșanu   | 400 m Hürden     | 56,64 s      | 26      | ausgeschieden | ausgeschieden | ausgeschieden | ausgeschieden | ausgeschieden |
| Ancuța Bobocel    | 3000 m Hindernis | 9:31,06 min  | 16      | –             | –             | ausgeschieden | ausgeschieden | ausgeschieden |
| Cristina Casandra | 3000 m Hindernis | 9:58,83 min  | 37      | –             | –             | ausgeschieden | ausgeschieden | ausgeschieden |
| Claudia Ștef      | 20 km Gehen      | –            | –       | –             | –             | 1:33:56 h     | 38            | 38            |
| Männer            |                  |              |         |               |               |               |               |               |
| Marius Ionescu    | Marathon         | –            | –       | –             | –             | 2:16:28 h     | 26            | 26            |
| Marius Cocioran   | 50 km Gehen      | –            | –       | –             | –             | 3:57:52 h     | 39            | 39            |

Springen und Werfen
| Athleten       | Wettbewerb   | Qualifikation       | Qualifikation       | Finale        | Finale        | Rang          |
| Athleten       | Wettbewerb   | Weite/Höhe          | Rang                | Weite/Höhe    | Rang          | Rang          |
| -------------- | ------------ | ------------------- | ------------------- | ------------- | ------------- | ------------- |
| Frauen         |              |                     |                     |               |               |               |
| Viorica Țigău  | Weitsprung   | 6,21 m              | 24                  | ausgeschieden | ausgeschieden | ausgeschieden |
| Cristina Bujin | Dreisprung   | keine gültige Weite | keine gültige Weite | ausgeschieden | ausgeschieden | ausgeschieden |
| Esthera Petre  | Hochsprung   | 1,85 m              | 20                  | ausgeschieden | ausgeschieden | ausgeschieden |
| Nicoleta Grasu | Diskuswerfen | 61,86 m             | 14                  | ausgeschieden | ausgeschieden | ausgeschieden |
| Bianca Perie   | Hammerwerfen | 68,34 m             | 22                  | ausgeschieden | ausgeschieden | ausgeschieden |

### Radsport

#### Straße
| Athleten       | Wettbewerb    | Zeit | Rang |
| -------------- | ------------- | ---- | ---- |
| Männer         |               |      |      |
| Andrei Nechita | Straßenrennen | DNF  | DNF  |

### Ringen
| Athleten                         | Wettbewerb        | 1. Runde  | 1. Runde | Achtelfinale  | Achtelfinale  | Viertelfinale | Viertelfinale | Halbfinale    | Halbfinale    | Hoffnungsrunde Viertelfinale | Hoffnungsrunde Viertelfinale | Hoffnungsrunde Halbfinale | Hoffnungsrunde Halbfinale | Hoffnungsrunde Finale | Hoffnungsrunde Finale | Finale        | Finale        | Rang          |
| Athleten                         | Wettbewerb        | Gegner    | Ergebnis | Gegner        | Ergebnis      | Gegner        | Ergebnis      | Gegner        | Ergebnis      | Gegner                       | Ergebnis                     | Gegner                    | Ergebnis                  | Gegner                | Ergebnis              | Gegner        | Ergebnis      | Rang          |
| -------------------------------- | ----------------- | --------- | -------- | ------------- | ------------- | ------------- | ------------- | ------------- | ------------- | ---------------------------- | ---------------------------- | ------------------------- | ------------------------- | --------------------- | --------------------- | ------------- | ------------- | ------------- |
| griechisch-römischer Stil Männer |                   |           |          |               |               |               |               |               |               |                              |                              |                           |                           |                       |                       |               |               |               |
| Alin Alexuc-Ciurariu             | Klasse bis 96 kg  | Elis Guri | 0-3      | ausgeschieden | ausgeschieden | ausgeschieden | ausgeschieden | ausgeschieden | ausgeschieden | ausgeschieden                | ausgeschieden                | ausgeschieden             | ausgeschieden             | ausgeschieden         | ausgeschieden         | ausgeschieden | ausgeschieden | ausgeschieden |
| Freistil Männer                  |                   |           |          |               |               |               |               |               |               |                              |                              |                           |                           |                       |                       |               |               |               |
| Rareș Chintoan                   | Klasse bis 120 kg | Freilos   | Freilos  | D. Schabanbei | 1-3           | ausgeschieden | ausgeschieden | ausgeschieden | ausgeschieden | ausgeschieden                | ausgeschieden                | ausgeschieden             | ausgeschieden             | ausgeschieden         | ausgeschieden         | ausgeschieden | ausgeschieden | ausgeschieden |

### Rudern
| Athleten | Wettbewerb | Vorlauf | Vorlauf | Hoffnungslauf | Hoffnungslauf | Viertelfinale | Viertelfinale | Halbfinale | Halbfinale | Finale   | Finale       | Rang |
| Athleten | Wettbewerb | Zeit    | Rang    | Zeit          | Rang          | Zeit          | Rang          | Zeit       | Rang       | Zeit     | Rang         | Rang |
| --- | ---------- | ------- | ------- | ------------- | ------------- | ------------- | ------------- | ---------- | ---------- | -------- | ------------ | ---- |
| Frauen |            |         |         |               |               |               |               |            |            |          |              |      |
| Georgeta Andrunache Viorica Susanu | Zweier     | 7:05.39 | 3       | 7:08.42       | 1             | –             | –             | –          | –          | 7:37.67  | 5            | 5    |
| Cristina Grigoraș Enikő Mironcic Camelia Lupașcu Roxana Cogianu Adelina Cojocariu Ioana Rotaru Nicoleta Albu Talida-Teodora Gîdoiu Irina Dorneanu | Achter     | 6:16.61 | 2       | 6:16.16       | 2             | –             | –             | –          | –          | 6:17.64  | 4            | 4    |
| Männer |            |         |         |               |               |               |               |            |            |          |              |      |
| Marius Cozmiuc Alexandru Palamariu Cristi Ilie Pîrghie Florin Curuea                                                                              | Vierer     | 5:52.87 | 2       | –             | –             | –             | –             | 6:12.74    | 6          | 16:16.20 | 6 (B-Finale) | 12   |

### Schießen
| Athleten               | Wettbewerb      | Qualifikation | Qualifikation | Finale        | Finale        | Ringe | Rang |
| Athleten               | Wettbewerb      | Ringe         | Rang          | Ringe         | Rang          | Ringe | Rang |
| ---------------------- | --------------- | ------------- | ------------- | ------------- | ------------- | ----- | ---- |
| Frauen                 |                 |               |               |               |               |       |      |
| Lucia Mihalache        | Skeet           | 65            | 12            | ausgeschieden | ausgeschieden | 65    | 12   |
| Männer                 |                 |               |               |               |               |       |      |
| Alin George Moldoveanu | Luftgewehr 10 m | 599           | 2             | 103.1         | 2             | 702.1 | Gold |

### Schwimmen
| Athleten          | Wettbewerb        | Vorlauf | Vorlauf | Halbfinale    | Halbfinale    | Finale        | Finale        | Rang |
| Athleten          | Wettbewerb        | Zeit    | Rang    | Zeit          | Rang          | Zeit          | Rang          | Rang |
| ----------------- | ----------------- | ------- | ------- | ------------- | ------------- | ------------- | ------------- | ---- |
| Frauen            |                   |         |         |               |               |               |               |      |
| Camelia Potec     | 200 m Freistil    | 2:01.15 | 2       | ausgeschieden | ausgeschieden | ausgeschieden | ausgeschieden | 25   |
| Camelia Potec     | 400 m Freistil    | 4:11.43 | 6       | –             | –             | -             | -             | 20   |
| Camelia Potec     | 800 m Freistil    | 8:38.44 | 7       | –             | –             | -             | -             | 23   |
| Männer            |                   |         |         |               |               |               |               |      |
| Norbert Trandafir | 50 m Freistil     | 22.22   | 5       | 22.30         | 8             | -             | -             | 16   |
| Norbert Trandafir | 100 m Freistil    | 49.02   | 1       | ausgeschieden | ausgeschieden | ausgeschieden | ausgeschieden | 17   |
| Alexandru Coci    | 200 Schmetterling | 1:59.67 | 5       | ausgeschieden | ausgeschieden | ausgeschieden | ausgeschieden | 29   |
| Dragoș Agache     | 100 m Brust       | 1:02.93 | 8       | ausgeschieden | ausgeschieden | ausgeschieden | ausgeschieden | 37   |

### Tennis
| Athleten                    | Wettbewerb | 1. Runde                       | 1. Runde            | 2. Runde      | 2. Runde      | Achtelfinale  | Achtelfinale  | Viertelfinale | Viertelfinale | Halbfinale    | Halbfinale    | Finale        | Finale        |
| Athleten                    | Wettbewerb | Gegner                         | Ergebnis            | Gegner        | Ergebnis      | Gegner        | Ergebnis      | Gegner        | Ergebnis      | Gegner        | Ergebnis      | Gegner        | Ergebnis      |
| --------------------------- | ---------- | ------------------------------ | ------------------- | ------------- | ------------- | ------------- | ------------- | ------------- | ------------- | ------------- | ------------- | ------------- | ------------- |
| Frauen                      |            |                                |                     |               |               |               |               |               |               |               |               |               |               |
| Irina-Camelia Begu          | Einzel     | Wiktoryja Asaranka             | 1:2 (1:6, 6:3, 1:6) | ausgeschieden | ausgeschieden | ausgeschieden | ausgeschieden | ausgeschieden | ausgeschieden | ausgeschieden | ausgeschieden | ausgeschieden | ausgeschieden |
| Sorana Cîrstea              | Einzel     | Flavia Pennetta                | 1:2 (2:6, 6:4, 2:6) | ausgeschieden | ausgeschieden | ausgeschieden | ausgeschieden | ausgeschieden | ausgeschieden | ausgeschieden | ausgeschieden | ausgeschieden | ausgeschieden |
| Simona Halep                | Einzel     | Jaroslawa Schwedowa            | 0:2 (4:6, 2:6)      | ausgeschieden | ausgeschieden | ausgeschieden | ausgeschieden | ausgeschieden | ausgeschieden | ausgeschieden | ausgeschieden | ausgeschieden | ausgeschieden |
| Sorana Cîrstea Simona Halep | Doppel     | Serena Williams Venus Williams | 0:2 (3:6, 2:6)      | –             | –             | ausgeschieden | ausgeschieden | ausgeschieden | ausgeschieden | ausgeschieden | ausgeschieden | ausgeschieden | ausgeschieden |
| Männer                      |            |                                |                     |               |               |               |               |               |               |               |               |               |               |
| Adrian Ungur                | Einzel     | Gilles Müller                  | 0:2 (3:6, 3:6)      | ausgeschieden | ausgeschieden | ausgeschieden | ausgeschieden | ausgeschieden | ausgeschieden | ausgeschieden | ausgeschieden | ausgeschieden | ausgeschieden |
| Adrian Ungur Horia Tecău    | Doppel     | Daniel Nestor Vasek Pospisil   | 0:2 (3:6, 6:7)      | –             | –             | ausgeschieden | ausgeschieden | ausgeschieden | ausgeschieden | ausgeschieden | ausgeschieden | ausgeschieden | ausgeschieden |

### Tischtennis
| Athleten         | Wettbewerb | 1. Runde | 1. Runde | 2. Runde        | 2. Runde | 3. Runde  | 3. Runde | 4. Runde      | 4. Runde      | Viertelfinale    | Viertelfinale | Halbfinale    | Halbfinale    | Finale        | Finale        | Rang |
| Athleten         | Wettbewerb | Gegner   | Ergebnis | Gegner          | Ergebnis | Gegner    | Ergebnis | Gegner        | Ergebnis      | Gegner           | Ergebnis      | Gegner        | Ergebnis      | Gegner        | Ergebnis      | Rang |
| ---------------- | ---------- | -------- | -------- | --------------- | -------- | --------- | -------- | ------------- | ------------- | ---------------- | ------------- | ------------- | ------------- | ------------- | ------------- | ---- |
| Frauen           |            |          |          |                 |          |           |          |               |               |                  |               |               |               |               |               |      |
| Daniela Dodean   | Einzel     | Freilos  | Freilos  | Tetjana Bilenko | 4-3      | Ning Ding | 0-4      | ausgeschieden | ausgeschieden | ausgeschieden    | ausgeschieden | ausgeschieden | ausgeschieden | ausgeschieden | ausgeschieden | 17   |
| Elizabeta Samara | Einzel     | Freilos  | Freilos  | Dina Meshref    | 4-1      | Yana Tie  | 4-2      | Jiao Li       | 2-4           | ausgeschieden    | ausgeschieden | ausgeschieden | ausgeschieden | ausgeschieden | ausgeschieden | 9    |
| Männer           |            |          |          |                 |          |           |          |               |               |                  |               |               |               |               |               |      |
| Adrian Crișan    | Einzel     | Freilos  | Freilos  | Freilos         | Freilos  | He Zhiwen | 4-2      | Timo Boll     | 4-1           | Chih-Yuan Chuang | 0-4           | ausgeschieden | ausgeschieden | ausgeschieden | ausgeschieden | 5    |

### Turnen
| Athleten                                                                 | Wettbewerb           | Qualifikation | Qualifikation | Finale                     | Finale                     | Rang                       |
| Athleten                                                                 | Wettbewerb           | Punkte        | Rang          | Punkte                     | Rang                       | Rang                       |
| ------------------------------------------------------------------------ | -------------------- | ------------- | ------------- | -------------------------- | -------------------------- | -------------------------- |
| Frauen                                                                   |                      |               |               |                            |                            |                            |
| Cătălina Ponor                                                           | Boden                | 14.600        | 7             | 15.200                     | 2                          | Silber                     |
| Sandra Izbașa                                                            | Boden                | 15.006        | 2             | 13.333                     | 8                          | 8                          |
| Diana Maria Chelaru                                                      | Boden                | 14.333        | 10            | ausgeschieden              | ausgeschieden              | ausgeschieden              |
| Larisa Iordache                                                          | Boden                | 13.800        | 32            | ausgeschieden              | ausgeschieden              | ausgeschieden              |
| Diana Chelaru                                                            | Mehrkampf Einzel     | 42.732        | DNF           | ausgeschieden              | ausgeschieden              | ausgeschieden              |
| Diana Bulimar                                                            | Mehrkampf Einzel     | 28.866        | DNF           | ausgeschieden              | ausgeschieden              | ausgeschieden              |
| Larisa Iordache                                                          | Mehrkampf Einzel     | 57.800        | 9             | 57.965                     | 9                          | 9                          |
| Sandra Izbașa                                                            | Mehrkampf Einzel     | 57.532        | 11            | 58.833                     | 5                          | 5                          |
| Sandra Izbașa                                                            | Sprung               | 15.316        | 2             | 15.191                     | 1                          | Gold                       |
| Larisa Iordache                                                          | Stufenbarren         | 14.100        | 26            | ausgeschieden              | ausgeschieden              | ausgeschieden              |
| Diana Bulimar                                                            | Stufenbarren         | 14.000        | 30            | ausgeschieden              | ausgeschieden              | ausgeschieden              |
| Diana Chelaru                                                            | Stufenbarren         | 13.733        | 34            | ausgeschieden              | ausgeschieden              | ausgeschieden              |
| Cătălina Ponor                                                           | Schwebebalken        | 15.033        | 8             | 15.066                     | 4                          | 4                          |
| Larisa Iordache                                                          | Schwebebalken        | 14.800        | 11            | 14.200                     | 6                          | 6                          |
| Diana Bulimar                                                            | Schwebebalken        | 14.866        | 10            | zu Finale nicht angetreten | zu Finale nicht angetreten | zu Finale nicht angetreten |
| Sandra Izbașa                                                            | Schwebebalken        | 14.600        | 14            | ausgeschieden              | ausgeschieden              | ausgeschieden              |
| Cătălina Ponor Sandra Izbașa Diana Chelaru Diana Bulimar Larisa Iordache | Mehrkampf Mannschaft | 176.264       | 4             | 176.414                    | 3                          | Bronze                     |
| Männer                                                                   |                      |               |               |                            |                            |                            |
| Flavius Koczi                                                            | Mehrkampf Einzel     | 85.865        | 25            | DNS                        | DNS                        | DNS                        |
| Flavius Koczi                                                            | Boden                | 15,666        | 3             | 15,100                     | 7                          | 7                          |
| Ovidiu Buidoso                                                           | Mehrkampf Einzel     | 59.931        | DNF           | ausgeschieden              | ausgeschieden              | ausgeschieden              |
| Marius Berbecar                                                          | Mehrkampf Einzel     | 56.132        | DNF           | ausgeschieden              | ausgeschieden              | ausgeschieden              |
| Cristian Bățagă                                                          | Mehrkampf Einzel     | 42.199        | DNF           | ausgeschieden              | ausgeschieden              | ausgeschieden              |
| Vlad Cotuna                                                              | Mehrkampf Einzel     | 57.773        | DNF           | ausgeschieden              | ausgeschieden              | ausgeschieden              |
| Flavius Koczi Ovidiu Buidoso Marius Berbecar Cristian Bataga Vlad Cotuna | Mehrkampf Mannschaft | 262.567       | 10            | ausgeschieden              | ausgeschieden              | ausgeschieden              |

### Wasserball
| Wettbewerb         | Männer |
| ------------------ | --- |
| Athleten           | Dragos Constantin Stoenescu Cosmin Alexandru Radu Tiberiu Negrean Nicolae Virgil Diaconu Andrei Ionuț Iosep Dan Andrei Bușilă Mihnea Chioveanu Alexandru Matei Guiman Eduard Mihai Drăgușin Dimitri Goanță Ramiro Georgescu Alexandru Ghiban Kálmán János Kádár |
| Trainer            | István Lukács Kovács |
| Gruppenphase       | Großbritannien (13:4) USA (8:10) Ungarn (15:17) Montenegro (8:12) Serbien (4:12) |
| Viertelfinale      | ausgeschieden |
| Platzierungsspiele | ausgeschieden |
| Halbfinale         | ausgeschieden |
| Finale             | ausgeschieden |
| Platzierung        | 10 |